# Федерації євро-азійських фондових бірж
Федерація євроазійських фондових бірж (FEAS) — це неприбуткова міжнародна організація, що включає основні фондові біржі Східної Європи, Близького Сходу та Центральної Азії . Мета Федерації — сприяти співпраці, розвитку, підтримці та просуванню ринків капіталу в Євро-Азійському регіоні.
Федерація була створена 16 травня 1995 року з 12 членами-засновниками. В даний час FEAS має 37 членів, включаючи біржі, установи торгівлі, асоціації дилерів та регіональні федерації з більш ніж 20 країн. Штаб-квартира Федерації знаходиться в Єревані, Вірменія.

## Члени
До членів Федерації євроазійських фондових бірж належать:
- Албанія — Тиранська фондова біржа
- Вірменія — Вірменська біржа цінних паперів, Центральний депозитарій Вірменії (CDA)
- Бахрейн — Бахрейнська фондова біржа
- Білорусь — Білоруська валютна та фондова біржа
- Боснія і Герцеговина — Хорватська фондова біржа, Сараївська фондова біржа
- Болгарія — Болгарська фондова біржа
- Хорватія — Загребська фондова біржа
- Кіпр — Кіпрська фондова біржа
- Єгипет — Єгипетська біржа, Біржа для центрального клірингу, депозитарію та реєстру (MCDR)
- Греція — Афінська фондова біржа
- Іран — Іранська товарна біржа, Тегеранська фондова біржа, Тегеранська компанія з біржових послуг, Центральний депозитарій цінних паперів Ірану
- Ірак -Іракська фондова біржа
- Ізраїль — Тель-Авівська фондова біржа
- Йорданія — Амманська фондова біржа, Центр депозитаріїв цінних паперів Йорданії
- Казахстан — Казахстанська фондова біржа, Міжнародна біржа Астани
- Кувейт — Бурса Кувейт
- Північна Македонія — Македонська фондова біржа, Центральний депозитарій цінних паперів Македонії
- Молдова — Молдовська Фондова біржа
- Монголія — Монгольська фондова біржа
- Оман — Ринок цінних паперів Мускату
- Палестина — Палестинська біржа
- Румунія -Бухарестська фондова біржа
- Сербія — Белградська фондова біржа
- Словенія — Люблінська фондова біржа
- Сирія — Дамаська біржа цінних паперів
- Туркменістан — Державний товарний обмін сировини
- ОАЕ — Біржа цінних паперів в Абу-Дабі
- Узбекистан — Ташкентська фондова біржа

## Партнерства
Федерація євроазійських фондових бірж підтримує угоди про партнерство з декількома фінансовими установами, включаючи:
- Африканська асоціація бірж цінних паперів
- Арабська федерація обмінів
- Асоціація ф'ючерсних ринків
- Асоціація національних номерних агентств
- Європейський банк реконструкції та розвитку
- Показники Dow Jones
- Федерація бірж Південної Азії
- Швейцарська асоціація майбутнього та опціонів (SFOA)